# パヴロフスク
座標: 北緯59度41分 東経30度27分 / 北緯59.683度 東経30.450度

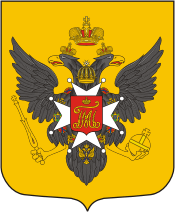
パヴロフスクの紋章

パヴロフスク（パブロフスク、ロシア語: Па́вловск、ラテン文字表記の例: Pavlovsk）は、サンクトペテルブルク市の中心の南方30kmほどの位置にある都市。人口は1万7463人（2021年）。
ロシア皇帝の離宮のあるツァールスコエ・セローの町の南に位置し、行政的にはサンクトペテルブルク市プーシキン区に属する。以前はレニングラード州プーシキン市の一部であったが、同市は1998年にサンクトペテルブルク市に併合されその一部となった。
パヴロフスクの町は、ロシア皇族の夏の邸宅の一つであるパヴロフスク宮殿の周りに発展した町である。同宮殿はユネスコの世界遺産「サンクトペテルブルク歴史地区と関連建造物群」の一部である。

## 歴史

### 皇太子の宮殿

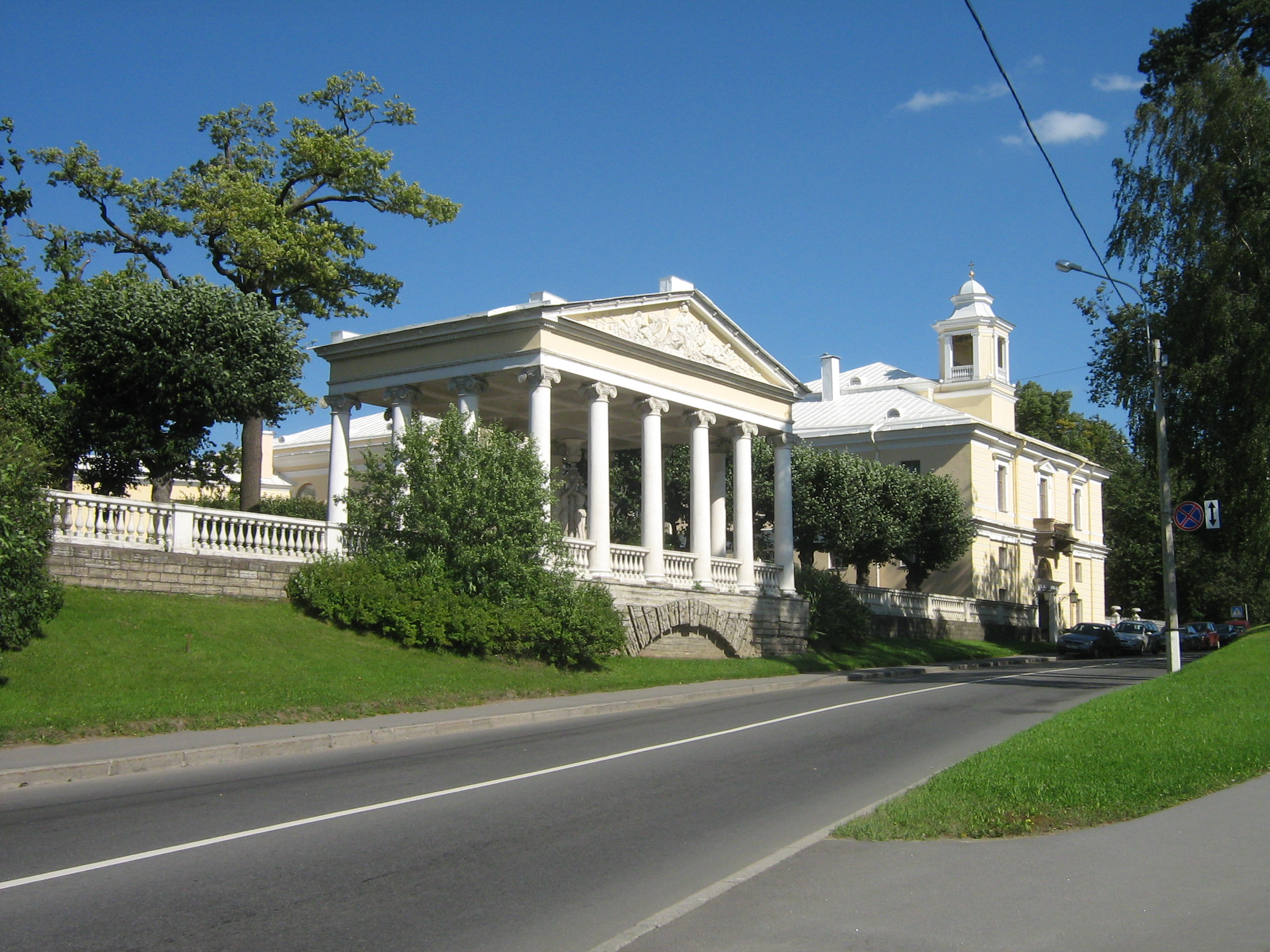
パヴロフスクの庭園の入口

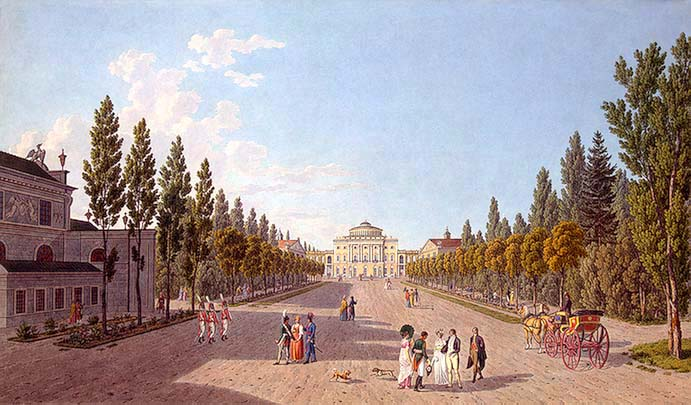
1808年に描かれたパヴロフスクの宮殿と庭園

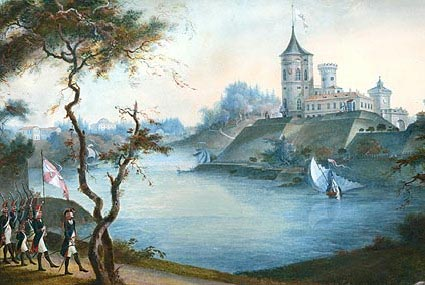
19世紀に描かれたパヴロフスクの庭園内。川沿いにパーヴェル1世の楽しみのために建てられた要塞（ビップ要塞）が建つ

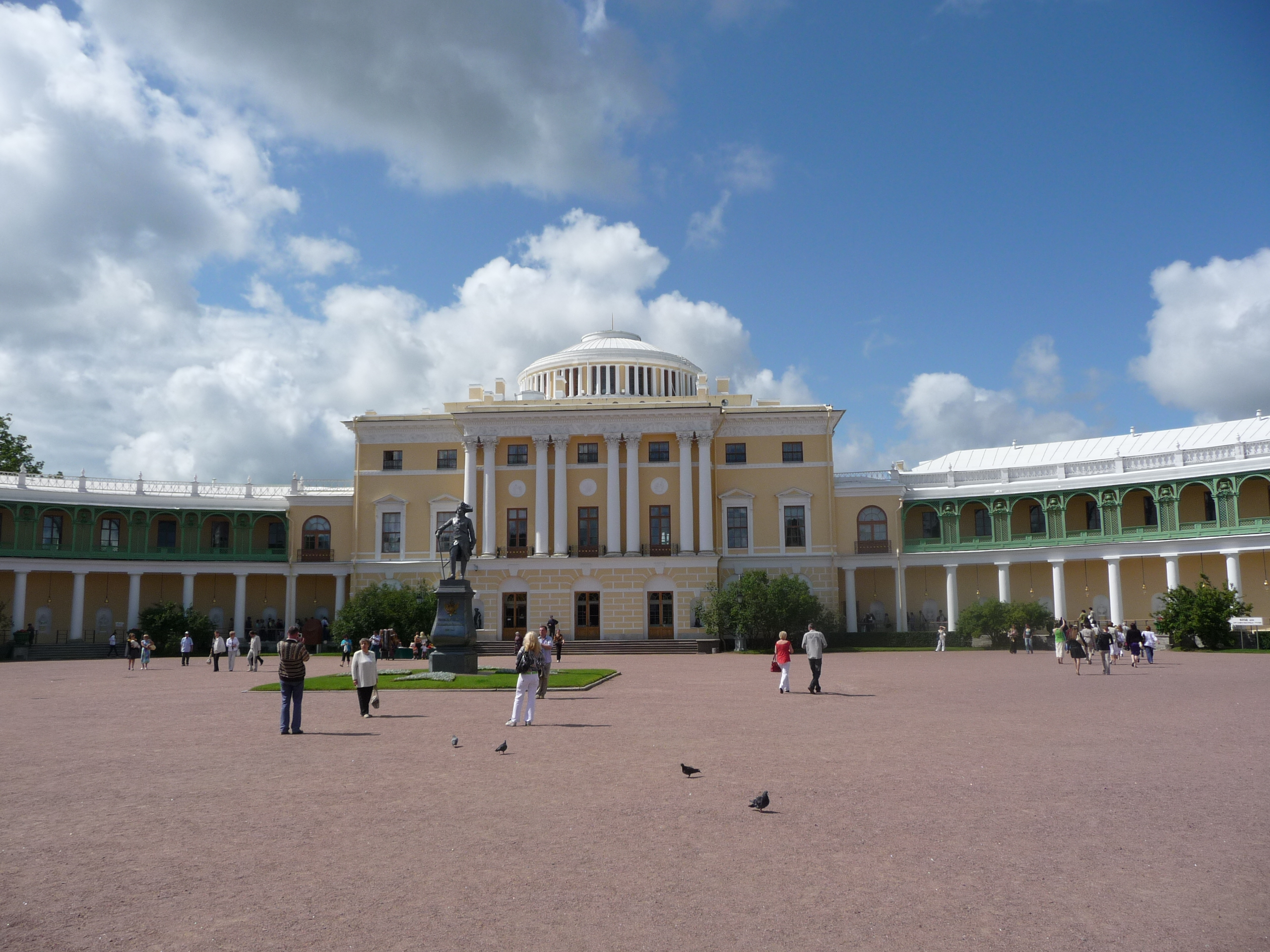
パヴロフスク宮殿

パヴロフスクの歴史は、1777年に皇帝エカチェリーナ2世が息子パーヴェル（後の皇帝パーヴェル1世）に第一子アレクサンドル（後のアレクサンドル1世）が生まれたことを祝って、スラヴャンスカ川に沿った362デシャチーナ（395ヘクタール）ほどの土地をパーヴェルに与えたことに始まる。パヴロフスクという地名は、パーヴェルの名にちなんでつけられた。
最初はマリエンタール（Marienthal）とパウルスト（Paullust）というドイツ風の小さな邸宅が控えめに建っていたが、やがて手狭となり大きな宮殿を建てる計画が立ち上がった。1780年、スコットランド人の建築家でエカチェリーナ2世の宮廷に使えていたチャールズ・キャメロン（Charles Cameron）が、パヴロフスクでの宮殿造営の責任者となった。彼は2年後、新古典主義様式の大宮殿のデザインを提案し、パーヴェルに承認された。宮殿の周辺には広大な英国式庭園が造られ、その中に多くの神殿風の廃墟、キオスク、コロネード（列柱）、石橋、彫刻などを配した。宮殿と庭園の建設には多くのイタリア人やロシア人の建築家が関わり、1786年に建物が完成した。
1796年にパーヴェルが皇帝パーヴェル1世として戴冠すると、パヴロフスク宮殿の周囲の集落は都市といえるほどに大きくなった。パーヴェル1世の皇后のマリア・フョードロヴナ（ゾフィー・ドロテア・フォン・ヴュルテンベルク）はその後も営々と庭園を拡張し続け、現在見るような立派な庭園を完成させた。パーヴェル1世の死後、パヴロフスク宮殿は皇后マリア・フョードロヴナが所有を宣言し、その後は皇族ロマノフ家のコンスタンチノヴィチ系の家族へと渡された。

### その後の歴史
ロシア革命以前、大きな庭園があるパヴロフスクは首都サンクトペテルブルクに住む富裕な住民たちのお気に入りの夏の別荘地であった。フョードル・ドストエフスキーの小説『白痴』には、パヴロフスクの別荘（ダーチャ）に住む裕福な人々（「ダーチニキ」、dachniki）たちの生活が描かれている。
音楽会・舞踏会・花火などで有名だったロンドンの有料プレジャー・ガーデンであるヴォクソール・ガーデンズは当時、西欧だけでなくロシアでも「ヴォクザール」と呼ばれ有料プレジャー・ガーデンの代名詞的存在であり、パヴロフスク庭園はサンクトペテルブルク近郊の代表的「ヴォクザール」であった。ロシア最初の鉄道であるサンクトペテルブルク＝パヴロフスク＝ツァールスコエ・セロー間の鉄道は1837年10月10日に開通し、パヴロフスク庭園への交通の便が良くなった。「ヴォクザール」にちなみ「ヴォクソール・パビリオン」（Vauxhall Pavilion）と呼ばれたパヴロフスク駅舎は、当時は一種のコンサートホールとしても使われ、ヨハン・シュトラウス2世、フランツ・リスト、ロベルト・シューマンといった有名音楽家らが鉄道会社にロシアへと招かれパヴロフスク駅で演奏会を開いた。多くの観客が演奏会を聴くために鉄道に乗ってパヴロフスクへとやってきた。この駅舎の名声は、「大きな鉄道駅舎」を意味するヴォクザール（Vokzal, Вокзал）というロシア語単語になって残っている。
パヴロフスク宮殿は、首都サンクトペテルブルクの外にあるロシア皇族の邸宅の中でも最も保存状態が良い部類に入る。豪華な新古典主義様式および帝政様式の内装は、1803年の大火で被害を受けた後、忠実に再現された。ロシア革命とロシア内戦の時期、困難の中にあったソビエト政府はパヴロフスク宮殿を修復し、博物館・美術館として1918年に大衆へ開放した。独ソ戦のレニングラード包囲戦の際、1941年から1943年までドイツ軍がパヴロフスク宮殿を占領していたため、貴重品の略奪や木々を切り倒しての要塞化などで大きな被害を受けたが、ペテルゴフのペテルゴフ宮殿やツァールスコエ・セローのエカテリーナ宮殿が受けたような大打撃に比べるとまだ軽いものであった。修復は1944年に始まり、1970年にようやく完了した。

## ギャラリー

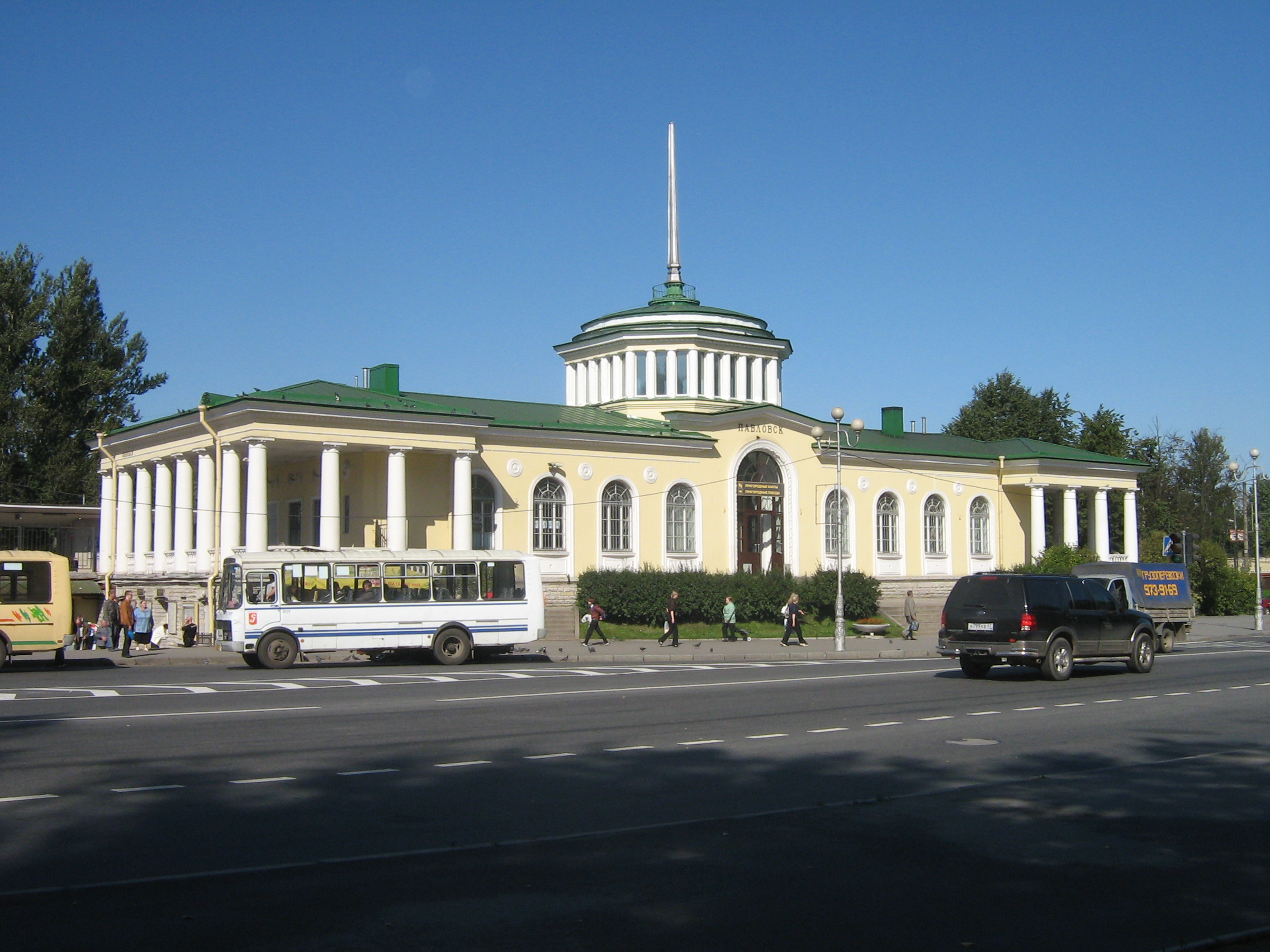
パヴロフスク駅
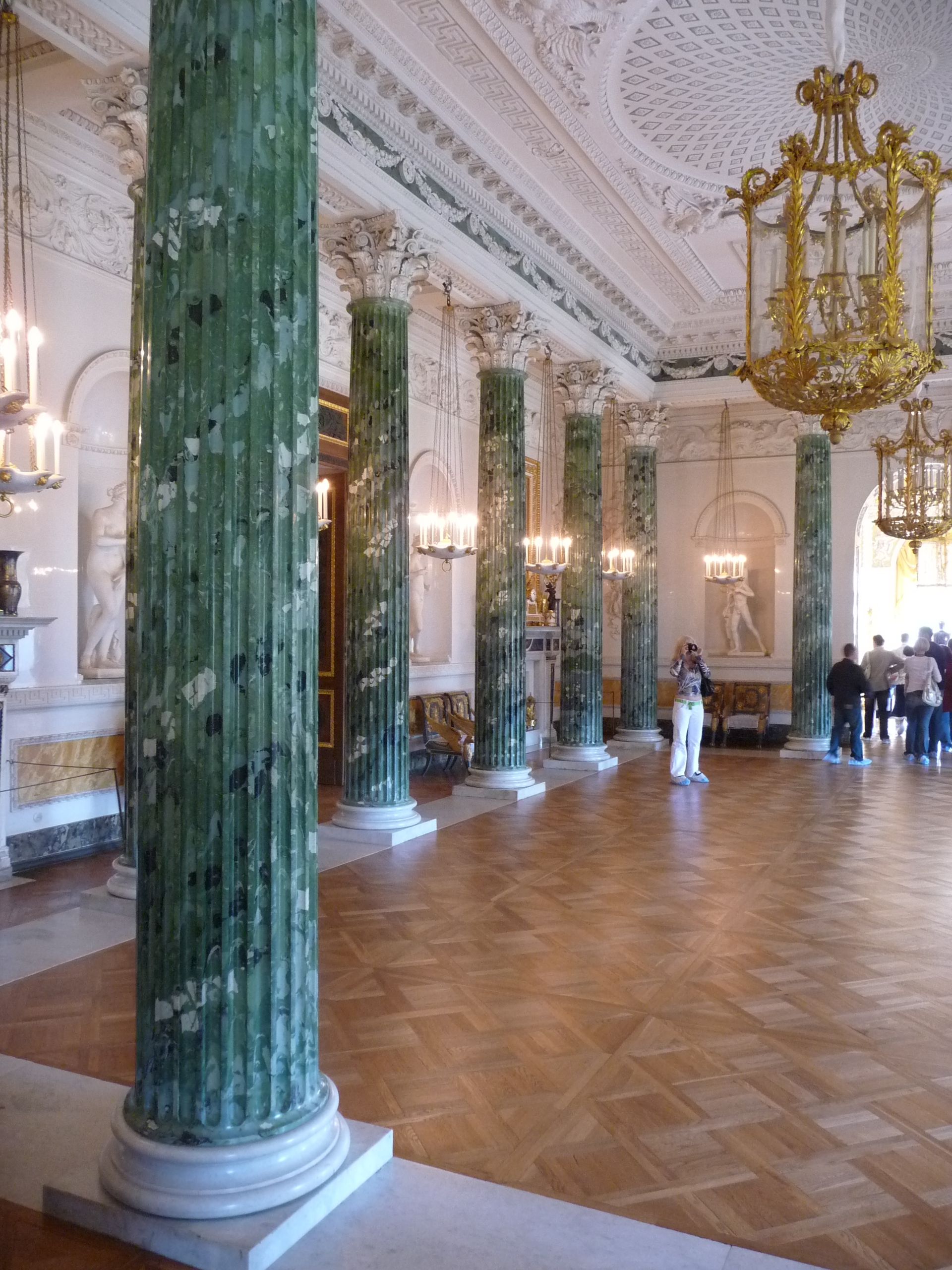
パヴロフスク宮殿内部
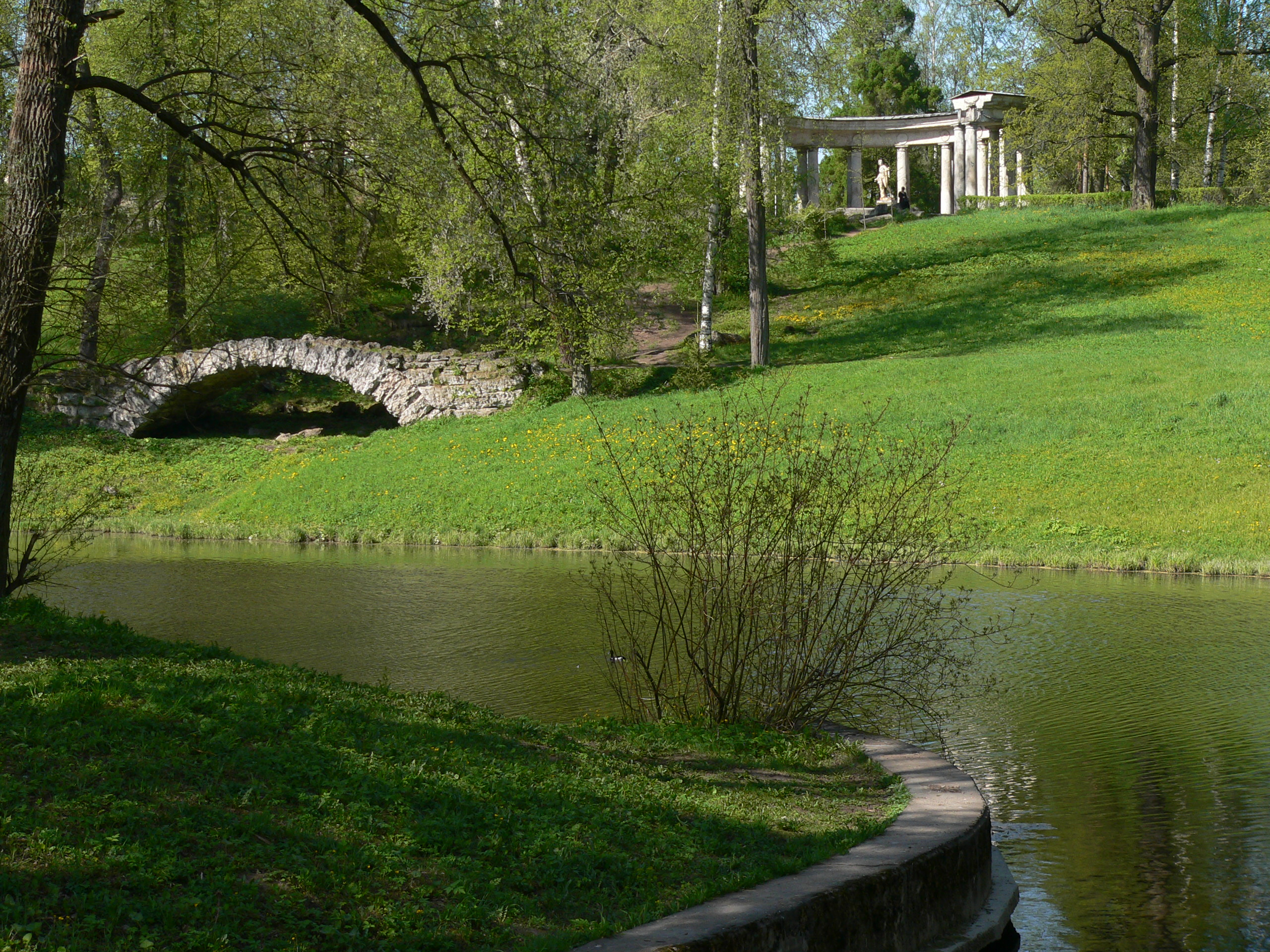
パヴロフスクの庭園とスラヴャンカ川。背景にアポロンの列柱が見える
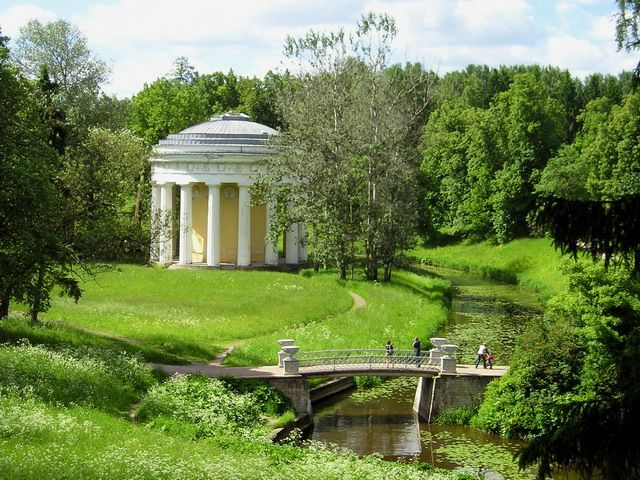
庭園内に築かれた、古代の神殿を模したフォリー
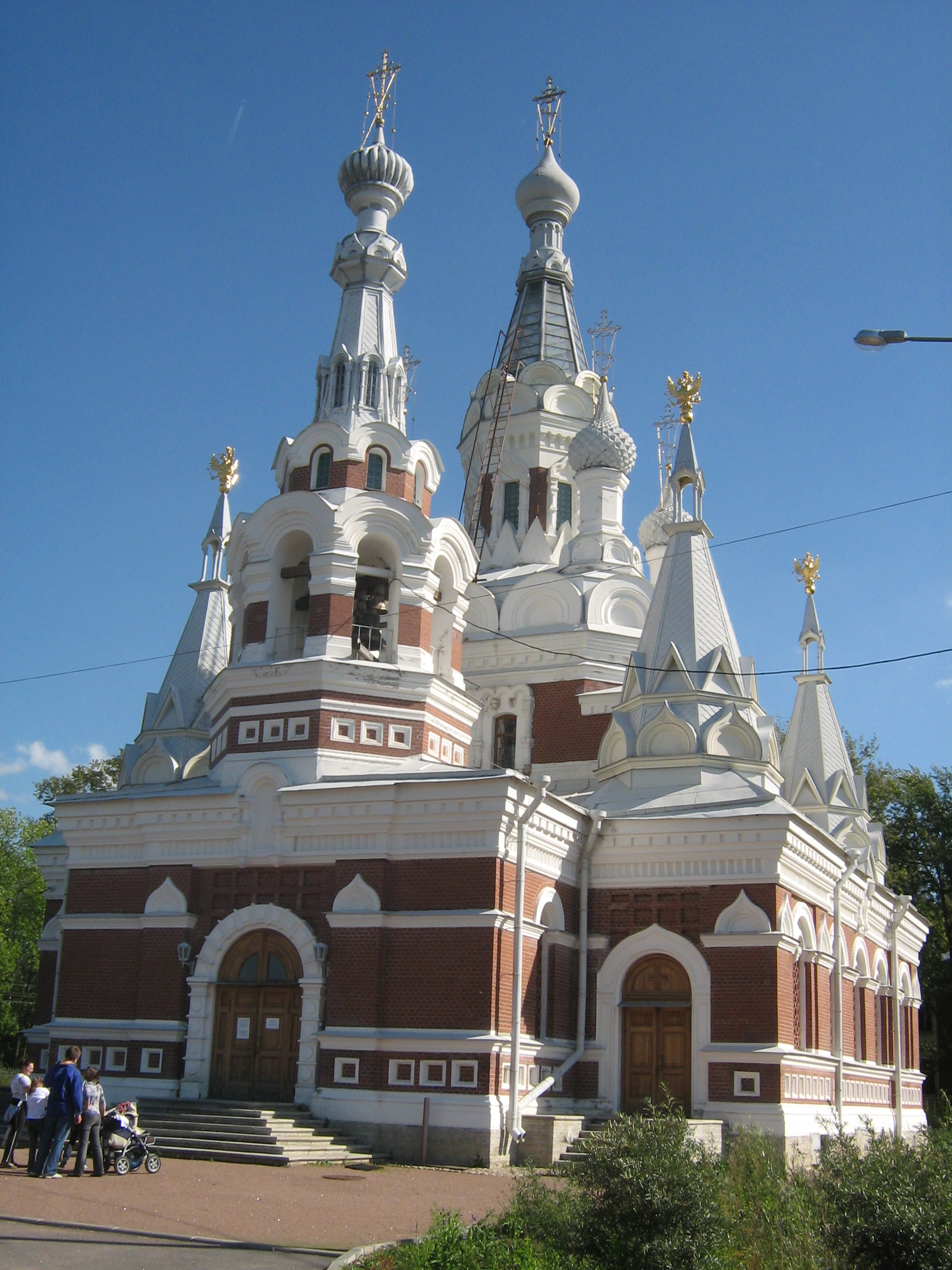
パヴロフスク市内の聖ニコライ聖堂
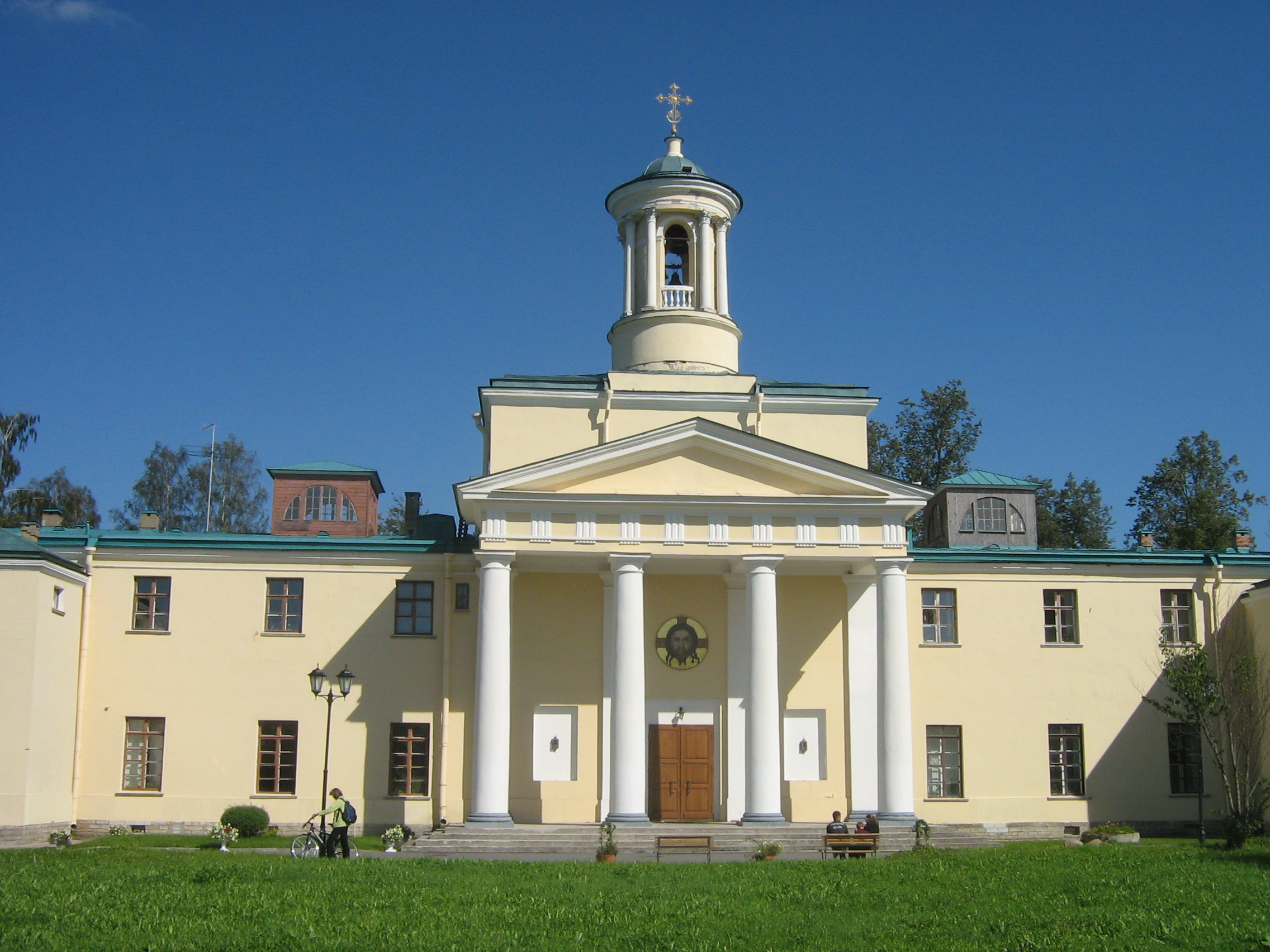
マグダラのマリア聖堂
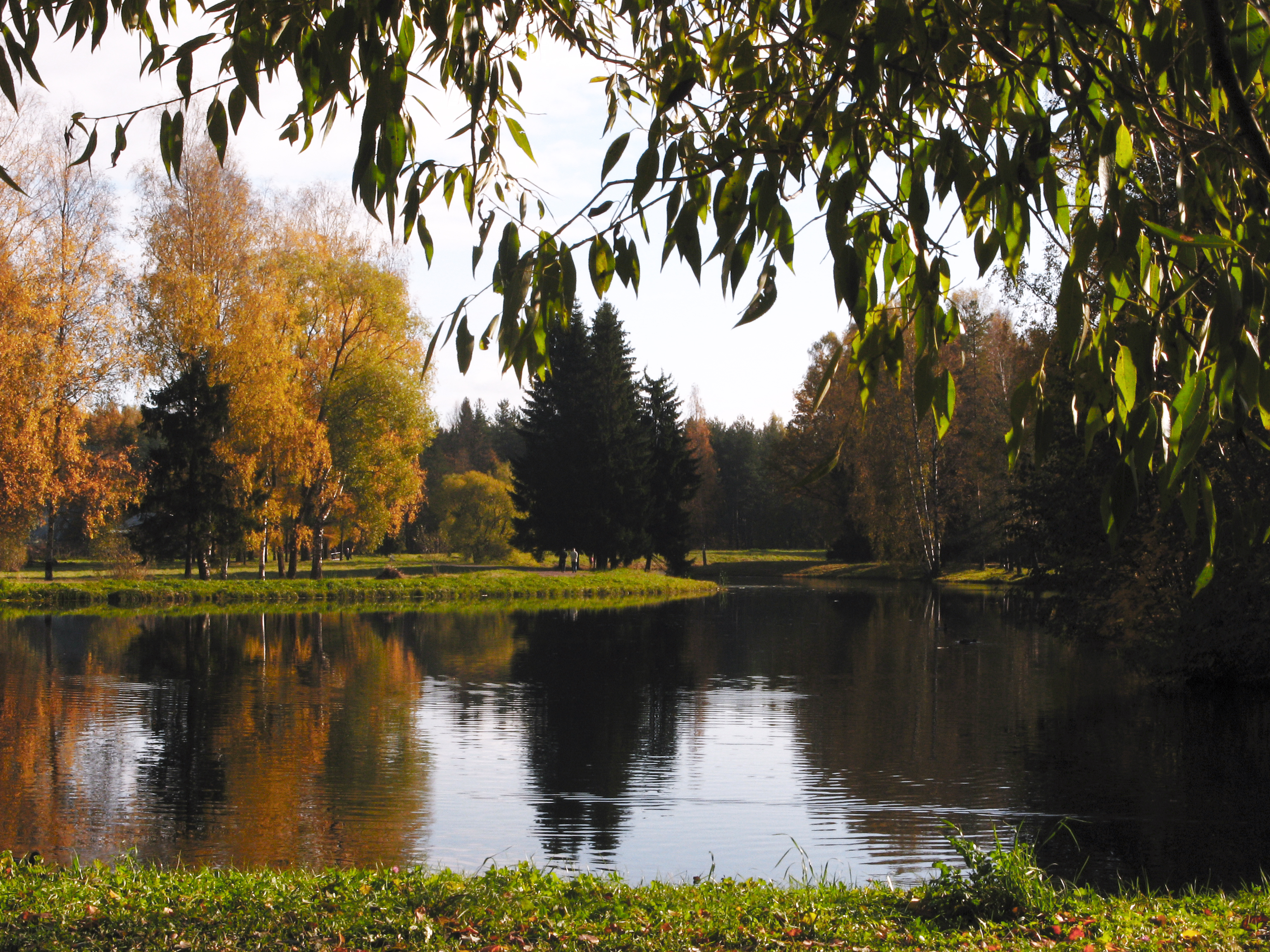
秋のスラヴャンカ川と庭園
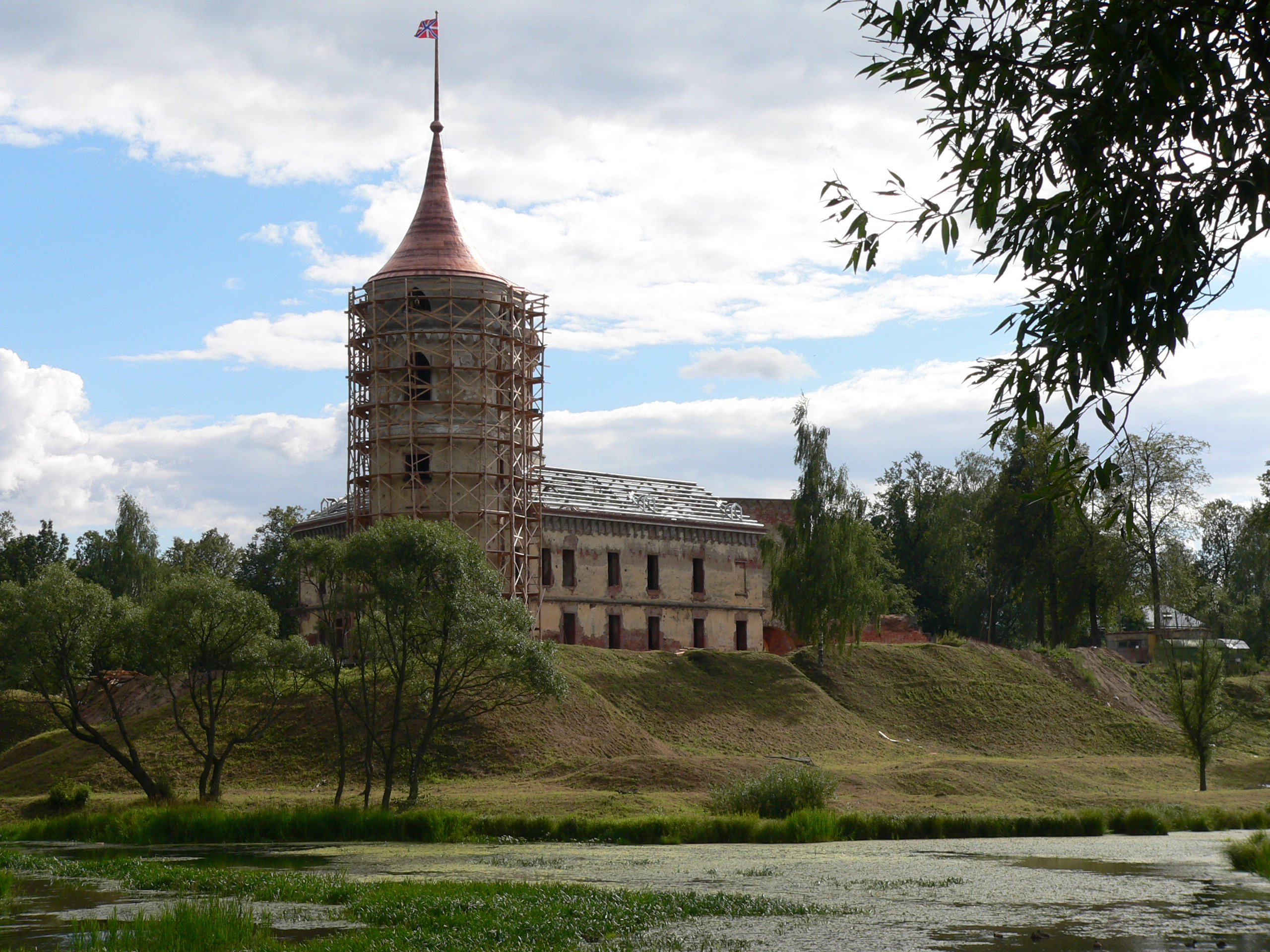
スラヴャンカ川沿いのビップ要塞。独ソ戦で大きな被害を受けた

## 出身者
- マリア・パヴロヴナ (ザクセン＝ヴァイマル＝アイゼナハ大公妃) - 1786年生まれ、ロシア大公女
- マリア・ニコラエヴナ (ロイヒテンベルク公妃) - 1819年生まれ、ロシア大公女
- オルガ (ギリシャ王妃) - 1851年生まれ、ロシア大公女